# Варшавская пригородная железная дорога
Варша́вская при́городная желе́зная доро́га (пол. Warszawska Kolej Dojazdowa, WKD) — система железных дорог в столице Польши городе Варшава и её агломерации, подобная системам S-Bahn. Линия пригородно-городского поезда вместе с двумя своими ответвлениями связывает Варшаву с муниципалитетами Михаловице, Прушкув, Брвинув, Подкова Лесна, Милановек и Гродзизк Мазовецкий к юго-западу от Варшавы.

## История
Линия была открыта в 1927 году как электрическая пригородная железная дорога и получила современное название в 1951 году. Это была первая электрическая железная дорога в Польше. В конце 2004 года дорога была приобретена консорциумом Польские государственные железные дороги (пол. Polskie Koleje Państwowe, PKP), который представлен городом Варшава, Мазовецким региональным правительством и шестью муниципалитетами, обслуживаемыми пригородной железной дорогой.

## Маршрут
Начинаясь от подземной конечной станции, смежной с центральным вокзалом, линия дороги продолжается к западу, проходя рядом с главной железнодорожной магистралью Варшавы, а дальше превращается в отдельную линию, направляясь на юго-запад.